# マキコキイチゴシジミ
マキコキイチゴシジミ （Sinthusa makikoae）は、チョウ目（鱗翅目）アゲハチョウ上科シジミチョウ科に分類されるチョウの一種。ボルネオ固有種。

## 分布
キナバル（4095m）を含むボルネオ北部サバの標高1000mを越える山岳地帯で、わずかな個体が採集されているのみである。

## 形態
前翅長は13mm。オスの前翅・翅表は一見すると黒一色に見えるが、前縁や外縁のみが黒色で、実際は濃紺色で、微妙な色彩の違いがある。

## 生態
オスは川沿いの道の日当たりの良い葉上に後翅の青色鱗を美しく輝かせて止まったり、メスは尾根筋の花に飛来する。キイチゴシジミ (Sinthusa nasaka)と同じ場所で採集されることもある。
種名の語源：第２著者、大塚一壽氏の令嬢、牧子さんに因む。